# Youssouph Badji
Pour les articles homonymes, voir Badji.
Youssouph Badji, né le 20 décembre 2001 à Ziguinchor au Sénégal, est un footballeur international sénégalais évoluant au poste d'avant-centre à AGF Aarhus.

## Biographie

### En club

#### Club Bruges
Youssouph Badji commence le football dans son pays natal, le Sénégal, avec le club du Casa Sports. Le 3 janvier 2020, il s'engage en faveur du Club Bruges KV, pour un contrat courant jusqu'en juin 2024. 
Il joue son premier match en professionnel lors de la finale de la coupe de Belgique, le 1er août 2020 face au Royal Antwerp FC. Il entre en jeu à la place de David Okereke mais son équipe perd la rencontre (0-1). Il fait sa première apparition dans la Jupiler Pro League face au RSC Charleroi, le 8 août 2020, lors de la première journée de la saison 2020-2021. Il est titularisé à la pointe de l'attaque de Bruges lors de ce match perdu par les siens (0-1). Badji inscrit son premier but pour le club le 16 août 2020 contre le KAS Eupen, en championnat. Titulaire, il est également l'auteur d'une passe décisive pour Krépin Diatta en plus de son but, et participe ainsi à la victoire de son équipe par quatre buts à zéro.

#### Stade brestois 29
Le 30 août 2021, le Stade brestois 29 annonce le recrutement en prêt, pour une saison, de Youssouph Badji. Il participe à son premier match officiel avec Brest le 12 septembre, face au SCO Angers, en championnat. Il entre en jeu à la place d'Irvin Cardona et les deux équipes se neutralisent (1-1 score final). Badji connait sa première titularisation lors de la journée suivante, le 19 septembre, face au Clermont Foot 63 (1-1 score final).
N'ayant connu qu'une titularisation en 11 matches auxquels il a participé, toutes compétitions confondues (pour aucun but marqué) et désireux de retrouver ses sensations, le joueur et le club brestois mettent fin au prêt le 31 janvier 2022.

#### Charleroi SC
Le 31 janvier 2022, de retour au FC Bruges après la fin anticipée de sa location au Stade brestois 29, Youssouph Badji est directement prêté avec option d'achat au Charleroi SC pour un an et demi.
Badji joue son premier match pour Charleroi le 4 février 2022, lors d'un match de championnat face au RFC Seraing. Il entre en jeu à la place d'Anass Zaroury lors de cette rencontre remportée par son équipe par deux buts à zéro.
Il marque son tout premier but pour les zebres le 17 septembre 2022, contre Westerlo (défaite 2-3).
Toutefois, la première partie de la saison 2022-2023 ne se passe pas très bien pour les hennuyers et la direction pense même ne pas prolonger la location de l'attaquant.
Le retour de Felice Mazzu comme T1 de Charleroi coïncide aux bonnes performances de Youssouph Badji où le sénégalais marque 4 buts durant la seconde partie de la saison.
Le 6 juillet 2023, Youssouph Badji quitte définitivement le FC Bruges et signe pour 3 saisons au Sporting de Charleroi, plus une saison en option.
La saison 2023-2024 est un échec collectif, le club disputant les playdowns pour se maintenir en D1A. Mais également un échec personnel pour Badji, celui-ci ne marquant aucun but en championnat.
Devenu indésirable, il réussit toutefois à regagner une place de titulaire au début de la saison 2024-2025.

#### AGF Aarhus
Le 2 septembre 2024, Youssouph Badji quitte définitivement le Sporting de Charleroi et signe pour 5 ans à l'AGF Aarhus, au Danemark.
Badji inscrit son premier but pour l'AGF le 25 septembre 2024, lors d'une rencontre de coupe du Danemark face au VSK Aarhus (en). Titulaire, il ouvre le score et participe à la victoire de son équipe par deux buts à zéro.

### En équipe nationale
Avec les moins de 20 ans, Badji participe à la Coupe d'Afrique des nations des moins de 20 ans en 2019. Lors de cette compétition organisée au Niger, il joue cinq matchs. Il s'illustre en donnant la victoire aux siens face au Ghana, en réalisant un doublé (0-2), ce qui lui vaut d'être désigné homme du match. Il inscrit également un but lors du dernier match de poule face au Burkina Faso. Le Sénégal est défait en finale par le Mali, après une séance de tirs au but.
Il dispute ensuite quelques mois plus tard la Coupe du monde des moins de 20 ans qui se déroule en Pologne. Il est à nouveau titulaire à la pointe de l'attaque sénégalaise, et joue tous les matchs de son équipe. Lors de ce mondial, il délivre une passe décisive contre Haïti. Le Sénégal s'incline en quart de finale face à la Corée du Sud, après une séance de tirs au but.

## Statistiques
| Saison                | Club                     | Championnat           | Championnat | Championnat | Coupe nationale | Coupe nationale | Coupe de la Ligue | Coupe de la Ligue | Compétition(s) continentale(s) | Compétition(s) continentale(s) | Compétition(s) continentale(s) | Barrages d'accession | Barrages d'accession | Total | Total |
| Saison                | Club                     | Division              | M.          | B.          | M.              | B.              | M.                | B.                | Comp.                          | M.                             | B.                             | M.                   | B.                   | M.    | B.    |
| 2019-2020             | Club Bruges KV           | Jupiler Pro League    | 0           | 0           | 1               | 0               | -                 | -                 | C1+C3                          | -                              | -                              | -                    | -                    | 1     | 0     |
| 2020-2021             | Club Bruges KV           | Jupiler Pro League    | 24          | 4           | 2               | 3               | -                 | -                 | C1+C3                          | 2+2                            | 0                              | 2                    | 0                    | 32    | 7     |
| Sous-total            | Sous-total               | Sous-total            | 24          | 4           | 3               | 3               | -                 | -                 | -                              | 4                              | 0                              | 2                    | 0                    | 33    | 7     |
| 2021-2022             | Stade brestois 29 (prêt) | Ligue 1               | 9           | 0           | 2               | 0               | -                 | -                 | -                              | -                              | -                              | -                    | -                    | 11    | 0     |
| Sous-total            | Sous-total               | Sous-total            | 9           | 0           | 2               | 0               | -                 | -                 | -                              | -                              | -                              | -                    | -                    | 11    | 0     |
| 2021-2022             | Charleroi SC (prêt)      | Jupiler Pro League    | 0           | 0           | 0               | 0               | -                 | -                 | -                              | -                              | -                              | -                    | -                    | 0     | 0     |
| Total sur la carrière | Total sur la carrière    | Total sur la carrière | 33          | 4           | 5               | 3               | -                 | -                 | -                              | 4                              | 0                              | 2                    | 0                    | 44    | 7     |

## Palmarès

### En club
- Champion de Belgique en 2021 avec le Club Bruges KV
- Finaliste de la Coupe de Belgique en 2020 avec le Club Bruges

### En sélection
- Finaliste de la Coupe d'Afrique des nations des moins de 20 ans en 2019 avec l'équipe du Sénégal des moins de 20 ans
- Médaille de bronze des Jeux africains de 2019 avec l'équipe du Sénégal des moins de 20 ans

### Distinctions personnelles
- L’équipe-type de la CAN 2019 U20[15]